# Drakon (fabeldier)

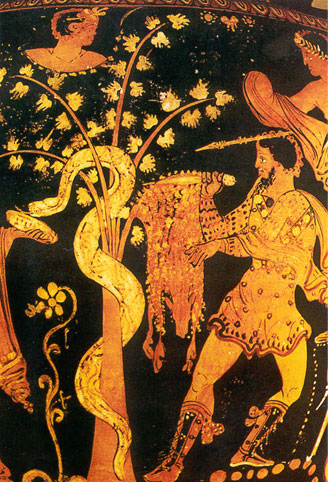
Een oude afbeelding van een Drakon op een Griekse vaas.

De Drakon was een mythologisch slangwezen in de tijd van de oude Grieken. Het is een oud en wijs aardwezen, maar wie zijn heilige grond betreedt, die hij moet bewaken, doet dat op eigen risico. 

## Verhalen met de Drakon in de hoofdrol
Cadmus, de stichter van Thebe, ging op voorspelling van het Orakel van Delphi naar een bron die door een Drakon werd bewaakt. De Drakon had vurige ogen, een gevorkte tong en drie rijen tanden. Cadmus verpletterde zijn kop met een steen. Hierna bracht hij bij de bron een offer aan de godin Pallas Athena. Athene verscheen en zei Cadmus dat hij de tanden van de Drakon over het veld uit moest zaaien. Toen Cadmus dat deed ontstonden er een paar mannen, flink gewapend. De mannen gingen elkaar te lijf tot er nog maar vijf over waren. Deze vijf gingen het Thebaanse rijk dienen, wat Cadmus op die plek, bij de bron, stichtte.
Ook de Griekse held Jason kreeg met een Drakon te maken.